# Morgan Larsson
Kjell Morgan Larsson, född 13 april 1970 i Trollhättan, är en svensk författare, journalist och programledare.

## Karriär

### De tidiga åren
Larsson pluggade till journalist på Göteborgs Universitet och läste däribland andra kurser som musikvetenskap där han träffade Christer Lundberg.

### Radio
Efter universitetsstudier och arbete med intellektuell funktionsnedsatta började Larsson arbeta som journalist och programledare i radioprogrammet Christer i P3 tillsammans med Christer Lundberg. Efter att tillfälligt ha medverkat i en samtalspanel i programmet erbjöds han att stanna kvar som ordinarie kompletterande programledare.  Efter att Christer i P3 lades ner 2013, började både Larsson och Lundberg under 2014 sända Christer och Morgan rapporterar i P3, Larsson sände även ett sommarprogram som gick i P4 under namnet SommarMorgan som gick under sommaren 2014 och 2015. I augusti 2015 döptes SommarMorgan om till SöndagsMorgan och började sändas varje söndag.
Den 7 oktober 2015 fick lyssnarna reda på att Christer och Morgan rapporterar skulle läggas ner, men också att det startar ett nytt program på P4 som Christer, Morgan och Hanna Andersson ska leda som heter Kvällspasset.

### TV
Lundberg och Larsson tävlade tillsammans i SVT-programmet På spåret 2011/12 samt 2013/14.

### Författare
Larsson debuterade 2010 som romanförfattare med boken Radhusdisco.